# Potamotyphlus kaupii
Genre
Synonymes
- Potomotyphlus Taylor, 1968

Espèce
Synonymes
- Caecilia kaupii Berthold, 1859
- Potomotyphlus kaupii (Berthold, 1859)
- Caecilia dorsalis Peters, 1877
- Chthonerpeton microcephalum Miranda-Ribeiro, 1937
- Potomotyphlus melanochrus Taylor, 1968

Statut de conservation UICN

 LC  : Préoccupation mineure
Potamotyphlus kaupii, unique représentant du genre Potamotyphlus, est une espèce de gymnophiones de la famille des Typhlonectidae.

## Répartition
Cette espèce se rencontre jusqu'à 500 m d'altitude dans les bassins de l'Amazone et de l'Orénoque :
- au Brésil au Goiás, au Pará, en Amapá, au Roraima, en Amazonas et en Acre ;
- en Guyane ;
- dans le centre du Venezuela ;
- dans l'est de la Colombie ;
- dans l'est de l'Équateur ;
- dans l'est du Pérou.

Sa présence est incertaine en Bolivie, au Guyana et au Suriname.

## Étymologie
Cette espèce est nommée en l'honneur de Johann Jakob Kaup.

## Publications originales
- Berthold, 1859 : Einige neue Reptilien des akad. zoolog. Museums in Göttingen. Nachrichten von der Georg-Augusts-Universität und der Königl. Gesellschaft der Wissenschaften zu Göttingen, vol. 1859, p. 179-181.
- Taylor, 1968 : The Caecilians of the World: A Taxonomic Review. Lawrence, University of Kansas Press.